# 제2차 슐레스비히 전쟁
제2차 슐레스비히 전쟁(덴마크어: 2. Slesvigske Krig, 독일어: Deutsch-Dänischer Krieg)은 슐레스비히 공국과 홀슈타인 공국을 둘러싸고 덴마크와 프로이센 왕국 및 관계국에 의해 이루어진 전쟁이다. 제1차 슐레스비히 전쟁은 1848년에서 1852년까지 간헐적으로 이루어졌으며, 제2차 슐레스비히 전쟁은 1864년에 이루어졌다.

## 경과
1852년 이후 10년간 유럽의 정세는 급격히 변하기 시작하였다. 독일 연방의 세력이 점차 강해지면서(당시 홀슈타인은 독일 연방의 일부였다.) 독일 여론이 다시 들끓기 시작했다. 여론은 슐레스비히를 독일 연방에 합병할 것을 요구했다. 이 무렵 덴마크는 슐레스비히를 홀슈타인으로부터 분리하여 자국의 통치권을 아이더강 유역까지 확대하고자 했다.
1863년 11월 13일, 덴마크 의회는 이와 관련된 법안을 통과시켰지만 역사는 더 이상 덴마크의 손을 들어주지 않았다. 국왕 프레드릭 7세가 관련 법안의 서명을 앞두고 사망하면서 덴마크의 미래에 불행의 그림자가 드리우기 시작했다. 덴마크 올덴보르 가에서 분리된 왕가인 글뤽스부르크 왕가(독일어: Glücksburg) 출신의 크리스티안 9세가 덴마크의 왕위를 계승하면서 상황은 복잡하게 돌아갔다. 크리스티안 9세는 법안 서명을 망설였고, 극도의 긴장감이 감돌았다.
그러던 중 덴마크 법률이 협정 위반이라고 생각한 아우구스텐부르크 공작은 자신을 통일된 슐레스비히-홀슈타인의 공작이라고 선언하는 사태가 발생했다. 프로이센 장관 오토 폰 비스마르크는 아우구스텐부르크 공작을 지지했다. 나아가 그는 오스트리아를 설득하여 아우구스텐부르크 공작에게 협력할 것을 요구했다. 아우구스텐부르크 공작과 비스마르크 및 오스트리아 정부는 한 목소리로 덴마크에 대해 독일 연방의 일부에 대한 영유권을 포기할 것을 요구하였고 다음과 같은 몇 가지 구체적 요구 사항을 담은 최후통첩을 보냈다.
- 통치권 확대 내용을 담은 법률을 무효화할 것.
- 덴마크 현 정부가 이에 대한 책임을 지고 사임함과 동시에 새 정부를 구성할 것.
- 홀슈타인에 주둔하고 있는 덴마크 군대를 철수시킬 것

전쟁을 피하기 어렵게 된 덴마크는 슐레스비히의 남쪽 국경 진지를 따라 방어선을 구축하기 시작했다. 1864년 2월 1일, 프로이센의 프리드리히 브랑겔(Friedrich Wrangel) 장군의 지휘 아래 프로이센-오스트리아 연합군은 아이더 강 유역의 국경을 넘어 북쪽으로 진군했고, 덴마크 군대는 방어선에서 후퇴했다. 덴마크의 여론은 분노로 들끓었고, 퇴각을 명령했던 장군의 파면을 요구했다.
당시 독일은 덴마크보다 훨씬 더 현대적인 무기들을 보유하고 있었으며, 성능 면에서 덴마크와 비교가 되지 않았다. 독일 화포는 넓은 피오르를 가로질러 포격을 가할 만큼의 사거리를 확보하고 있었다. 또한 덴마크 군대가 전쟁을 대비해 급조한 방어선 배후 지역까지 포격을 가할 정도로 강력했다. 슐레스비히 전쟁 중, 범스칸디나비아주의는 큰 역할을 하지 못했다. 노르웨이와 스웨덴에서 온 소수의 지원병들과 함께 덴마크는 외로운 전투를 해야했다. 전쟁은 독일의 승리로 끝났고, 결국 독일이 슐레스비히-홀슈타인 전 지역의 통제권을 확보하게 되었다.
1864년 슐레스비히 전쟁 패전 이후, 런던에 모인 강대국들이 할 수 있는 최선의 대책은 그저 프로이센의 장래가 일시적이며, 슐레스비히가 덴마크의 영토인 것이 분명한 만큼 국제적 공조를 통해 덴마크의 조속한 영토 회복이 이루어져야 한다는 결론을 내리는 것 뿐이었다. 이 일을 계기로 독일은 유럽의 중심 세력으로 급부상하였다.
슐레스비히와 홀슈타인의 상실은 덴마크의 민족적 자유주의자들의 몰락을 재촉했다. 1866년 보수 정부는 새 헌법을 기초했다. 하원 구성을 위한 의원 선거권은 그대로 유지되었지만 상원 의석은 토지 소유자와 고액 납세자에게 배분되었다. 그 결과 의회 정치는 상·하원의 노선에 따라 양극화되었다. 개혁 성향의 하원은 상원과 번번히 충돌했드며, 양원의 갈등은 1872년까지 지속되었다.

## 같이 보기
- 베를린 전승기념탑
- 1864
- 남북 전쟁
- 제1차 슐레스비히 전쟁